# Burstyn Motorgeschütz
Burstyn Motorgeschütz fu un veicolo progettato da Günther Burstyn dell'Imperial regio Esercito austro-ungarico nel 1911 e brevettato sia in Austria-Ungheria sia in Germania. Il veicolo presentava alcune caratteristiche interessanti ed avanzate rispetto all'epoca, in particolare il movimento su cingoli e l'armamento principale in torretta rotante. A causa di limitazioni di bilancio non fu costruito neppure un prototipo del veicolo, quindi non è possibile fare un confronto effettivo con i veicoli corazzati utilizzati nella prima guerra mondiale, però era simile ad un carro armato.

## Il progetto del veicolo

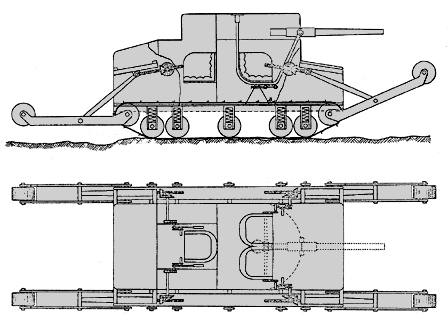
Disegno del progetto brevettato

Nel 1903, nel corso di un viaggio di addestramento su una torpediniera l'allora sottotenente del genio Burstyn ebbe l'idea per una "torpediniera terrestre", cioè un veicolo che garantisse la mobilità dell'equipaggio su qualsiasi tipo di terreno, protetto da una blindatura e con armamento proprio. Tuttavia non ebbe né il tempo né la voglia di sviluppare questa idea, fino al 1905, anno in cui fu presentata alla mostra automobilistica di Vienna l'autoblindo Daimler, che gli riportò alla mente la sua idea precedente, ma gli rimase il dubbio (fondato) della validità della propulsione su ruote in terreno vario.
All'epoca nelle grandi aziende agricole ungheresi cominciavano a comparire i trattori, e la ditta Holt presentò all'esercito alcune foto di questi mezzi, per suscitarne l'interesse verso i nuovi mezzi. Le foto, venute in mano a Burstyn, gli ispirarono l'idea di utilizzare, per il movimento del suo veicolo, un Gleitband (nastro scivolante), che non era altro che ciò che attualmente è chiamato cingolo. Una volta passato alla propulsione su cingoli il progetto rimase in fase di studio per diversi anni, finché, negli ultimi mesi del 1911 Burstyn, che nel frattempo aveva acquisito il grado di Oberleutenant (tenente) del genio, presentò il suo progetto ed un modello del mezzo al Ministero della Guerra dell'Impero Austro-Ungarico. Sebbene l'esercito austro-ungarico stesse già studiando veicoli cingolati (è del 1912 la sperimentazione dell'uso di trattori per il traino dei mortai da 305 mm), la risposta giunse solo dopo tre mesi e fu negativa. Il Ministero non aveva fondi sufficienti per la costruzione di un prototipo.
Avendo fallito il suo tentativo di sollevare l'interesse sul suo progetto in patria, Burstyn brevettò la sua invenzione in Austria Ungheria, brevetto depositato N° 252 815 il 28 febbraio 1912 e tentò di interessare la Germania al suo veicolo, ricevendo una risposta negativa ancora più tassativa. Allo scoppio della prima guerra mondiale nessuno pensò di tirare fuori dagli archivi i suoi disegni e con la comparsa dei carri britannici e francesi il progetto fu superato dalla realtà.

## Le caratteristiche del veicolo
L'aspetto del carro era molto squadrato, quasi un parallelepipedo con il tetto della camera da combattimento inclinato posteriormente ed una camera anteriore leggermente più bassa del resto della camera di combattimento. Il motore era posteriore e, in base ai disegni ed ai modelli disponibili, non è chiaro come avvenisse la trasmissione del movimento ai cingoli.
Da quanto si può vedere dai modelli i rulli guidacingoli, in numero di dieci, erano su un telaio separato dalla struttura corazzata superiore, ed erano di piccolo diametro, quindi il mezzo non era a cingoli avvolgenti come i successivi tank britannici, ma il sistema di movimentazione era ispirato direttamente da quello dei trattori.
Il particolare più originale del Motorgeschütz (“cannone motorizzato”), tanto che venne brevettato a parte da Burstyn, erano i due rulli anteriore e posteriore che, portati da quattro bracci, erano motorizzati e sollevabili. Nel corso del movimento su strada o su terreno piano i quattro bracci erano sollevati ed il movimento avveniva unicamente tramite i cingoli. Quando il veicolo doveva impegnare un ostacolo come un fossato o una trincea i bracci venivano abbassati, ed il veicolo, in tal modo, era in grado di superare ostacoli di larghezza superiore alla sua lunghezza.
L'armamento era su un cannone a tiro rapido da 37 mm (probabilmente lo Skoda 3,7 cm) e due mitragliatrici da 7 mm, che, tuttavia, non compaiono nel progetto depositato e nei vari modelli.
L'equipaggio era su tre uomini: comandante/puntatore di sinistra, puntatore di destra, guidatore. In base a queste indicazioni non è chiaro come dovessero essere ripartiti i compiti fra comandante e puntatore, presumibilmente il comandante aveva anche il compito di puntare il cannone sul bersaglio (sia in alzo sia in azimuth), mentre il puntatore di destra aveva anche il compito di caricare il cannone.